# Peptidilna-glutamatna 4-karboksilaza
Peptidilna-glutamatna 4-karboksilaza (EC 4.1.1.90, vitamin K-zavisna karboksilaza, gama-glutamil karboksilaza) je enzim sa sistematskim imenom peptidil-glutamat 4-karboksilaza (2-metil-3-fitil-1,4-naftohinon-epoksidacija). Ovaj enzim katalizuje sledeću hemijsku reakciju
peptidil-4-karboksiglutamat + 2,3-epoksifilohinon + H2O {\displaystyle \rightleftharpoons } peptidil-glutamat + 2 + O2 + filohinon
Ovaj enzim može da koristi razne derivate vitamina K, uključujući menahinon.

## Literatura
- Nicholas C. Price; Lewis Stevens (1999). Fundamentals of Enzymology: The Cell and Molecular Biology of Catalytic Proteins (Third изд.). USA: Oxford University Press. ISBN 019850229X.
- Eric J. Toone (2006). Advances in Enzymology and Related Areas of Molecular Biology, Protein Evolution (Volume 75 изд.). Wiley-Interscience. ISBN 0471205036.
- Branden C; Tooze J. Introduction to Protein Structure. New York, NY: Garland Publishing. ISBN 0-8153-2305-0.
- Irwin H. Segel. Enzyme Kinetics: Behavior and Analysis of Rapid Equilibrium and Steady-State Enzyme Systems (Book 44 изд.). Wiley Classics Library. ISBN 0471303097.

## Spoljašnje veze
- Peptidyl-glutamate+4-carboxylase на 